# Lu Andrade
Luciana Andrade (Varginha, Minas Gerais, 18 de septiembre de 1978) es una cantante, compositora de canciones, presentadora y actriz brasileña.

## Biografía
Desde la infancia nutría pasión por la música, improvisando pequeños espectáculos para su familia en el escenario en el sótano de su casa. En 1984, a los cinco años de edad, cantó por primera vez en público en un homenaje al día de las madres, siendo que a partir de entonces se presentó en todos los festivales realizados en su colegio. En la adolescencia forma su primera banda de pop rock, llamada Tren de Minas, además de trabajar en diversos lugares como una de las más grandes de la ciudad, escuela de inglés e incluso como estagiaría en una red de televisión local de su ciudad. En 1999, a los 20 años, comienza a componer sus propias canciones, siendo que en el mismo año entra a la facultad de publicidad, donde cursó hasta el sexto semestre antes de abandonar y mudarse a São Paulo para estudiar música, ganando una beca del Conservatorio Souza Lima.

## Carrera

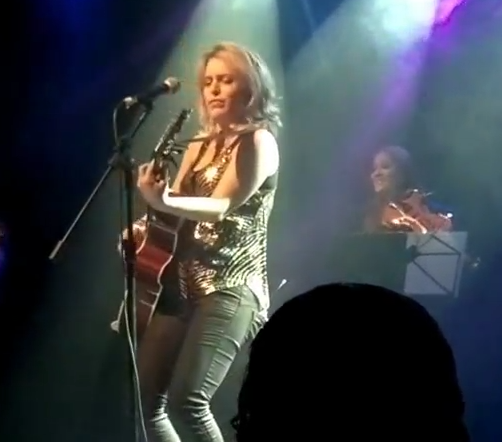
Lu en gira O Amor e o Tempo en Río de Janeiro, 2013.

En 2002 venció el talento show Popstars y pasó a integrar el girl group brasileño Rouge hasta 2004, con el que grabó dos de los cuatro álbumes de estudio lanzados en la carrera del grupo, Rouge (2002) y C'est La Vie (2003). En 2004 deja la banda alegando falta de identificación con el estilo musical del grupo, que vendió en total 6 millones de copias y se convirtió en el grupo femenino más exitoso de Brasil y uno de los veinte que más vendieron en el mundo.
En 2004, tras la salida del grupo, Luciana regresó a la casa de los padres en Varginha, donde se mantuvo unos meses sin dar declaraciones a la prensa. En 2005 regresa a São Paulo para estudiar música y perfeccionar su ideología musical, trabajando como vocal de apoyo para Negra Li, Nasi, Furto, Forgotten Boys y Sérgio Britto, además del estadounidense Eric Silver. En 2007 Luciana es invitada a convertirse en reportero del programa Show Total, del canal por firma TVA, donde se quedó hasta 2009. En 2010 se estrena en los escenarios del teatro en el musical Into The Woods, versión brasileña del clásico de Broadway. En 2012 estrena su segunda gira, titulada "O Amor e o Tempo". En 2012 lanza su primer single, "Mind and Heart", liberando el segundo, "Amanheceu", en 2014. 
En 2015 forma el proyecto Dúo Eléctrico junto con el guitarrista Ciro Visconti, tocando diversas covers de bandas de rock, además de convertirse en vocalista del retorno de la banda Aries en la gira conmemorativa de 25 años. En 2016, conciliando con los trabajos en la música, se vuelve presentadora del programa Estudio Acesso Cultural, exhibido en línea, además de convertirse en instructora de canto en el Conservatorio Souza Lima, donde había estudiado música 15 años antes.

## Vida personal

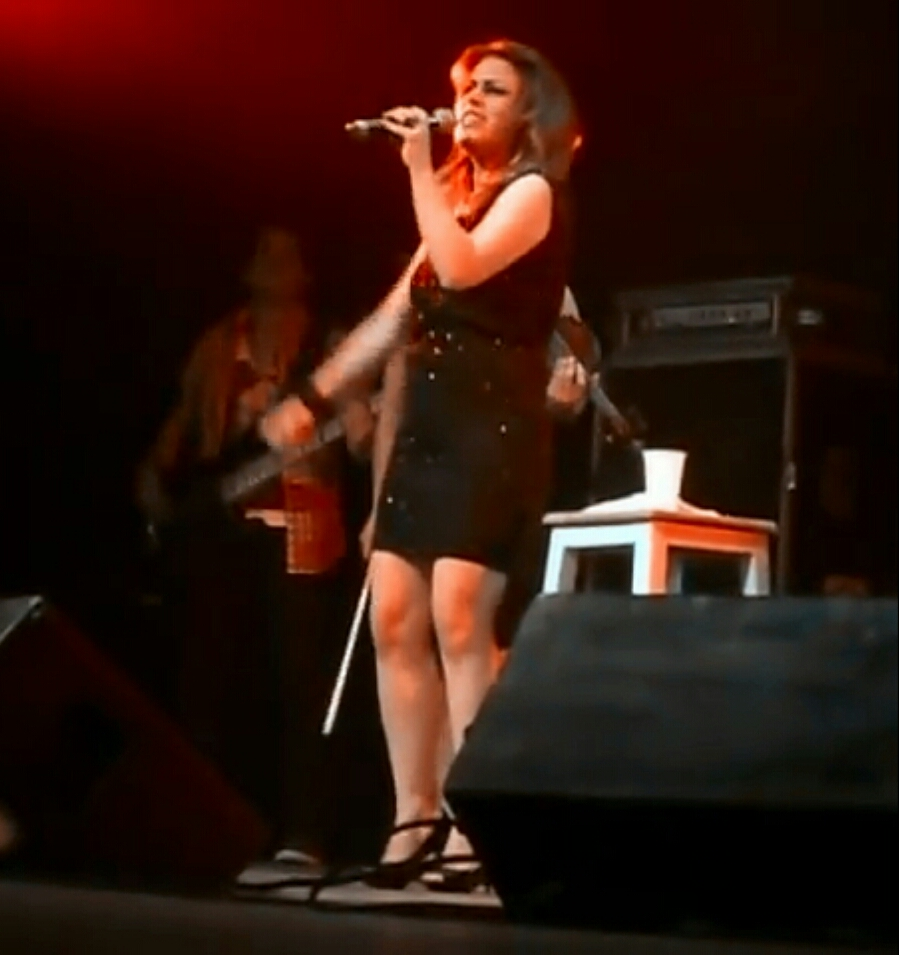
Lu Andrade en la gira O Amor e o Tempo

Luciana comenzó a salir con el fotógrafo Leonardo Pereira en 1998, a los 19 años, cuando los dos todavía vivían en Varginha. En 1999 pasó a cursar publicidad en el Centro Universitario del Sur de Minas (UNIS), dejándola en el sexto semestre. En 2001 decidió mudarse a Sao Paulo junto a su novio para estudiar música, ganando una beca integral en el Conservatorio Souza Lima y viviendo en una república con otros diez músicos. En 2003 se casó con Leonardo en una ceremonia solo civil y lejos de la cobertura de los medios, teniendo solo pocos invitados. En 2004 se convirtió en madrina del Festival Artístico Cultural, en Varginha, que busca descubrir jóvenes talentos entre estudiantes de la ciudad, encaminándolos a los estudios enfocados en las artes, siendo una de las juradas anualmente. En 2013 participó en la campaña Leucemia Tem Cura, que incentiva la donación de sangre y médula ósea.

## Discografía
- Luciana Andrade (2010)[9]
- Lu Andrade – Ao Vivo no Estúdio Showlivre (2013)[10]

## Filmografía
| Año    | Título              | Rol              | Nota                         |
| ------ | ------------------- | ---------------- | ---------------------------- |
| 2002   | Popstars            | Participante     | Temporada 1                  |
| 2002   | Rouge: A História   | Presentadora     |                              |
| 2003   | Romeu e Julieta     | Amiga de Julieta | Especial de final de año     |
| 2007-9 | Show Total          | Reportero        |                              |
| 2013   | Fábrica de Estrelas | Ella misma       | Episódio: "A Volta do Rouge" |

| Año     | Título                  | Rol          | Nota      |
| ------- | ----------------------- | ------------ | --------- |
| 2016-17 | Estúdio Acesso Cultural | Presentadora | Talk show |

| Ano  | Título           | Rol        |
| ---- | ---------------- | ---------- |
| 2003 | Xuxa Abracadabra | Ella misma |

## Teatro
| Año     | Título         | Carácter  |
| ------- | -------------- | --------- |
| 2010–11 | Into the Woods | Cinderela |

## Giras
- Luciana Andrade Pocket Show (2007–2010)[11]
- O Amor e o Tempo (2012–2014)[12]
- Gira Acústica (2015)[13]
- Dúo Elétrico (Con Ciro Visconti) (2015)[13]